# أخدرية أجمية
أخدرية أجمية (الاسم العلمي: Oenothera cespitosa) هو نوع نباتي يتبع جنس الأخدرية من الفصيلة الأخدرية.